# Jonathan Novoa
Jonathan Alberto Novoa Tiznado (Talcahuano, Chile, 21 de agosto de 1981) es un exfutbolista chileno. Jugaba de delantero y su último equipo fue Rangers de Talca.

## Clubes

### Como jugador
| Club                      | País  | Año       |
| ------------------------- | ----- | --------- |
| Universidad de Concepción | Chile | 2001      |
| Huachipato                | Chile | 2002-2003 |
| Fernández Vial            | Chile | 2004      |
| O'Higgins                 | Chile | 2005-2006 |
| Fernández Vial            | Chile | 2007      |
| San Marcos de Arica       | Chile | 2008      |
| Deportes Antofagasta      | Chile | 2009      |
| Deportes Puerto Montt     | Chile | 2009-2011 |
| Everton                   | Chile | 2012-2013 |
| Lota Schwager             | Chile | 2013-2014 |
| Rangers                   | Chile | 2014-2015 |

### Como entrenador
| Club                     | País  | Año  |
| ------------------------ | ----- | ---- |
| Independiente de Hualqui | Chile | 2018 |